# Emma Peel
Emma Peel, z domu Knight – kobieta-szpieg, partnerka Johna Steeda w serialu Rewolwer i melonik, grana przez Dianę Rigg w 51 odcinkach w latach 1965–1968. Wcześniej partnerką Steeda była Cathy Gale grana przez Honor Blackman, która odeszła aby zagrać w filmie Goldfinger. Elizabeth Shepherd rozpoczęła zdjęcia jako Emma Peel, ale te same sceny powtórzono z Rigg, a fragmenty z Shepherd prawdopodobnie zaginęły. Początkowe odcinki nakręcono na taśmie czarno-białej, następne na kolorowej. Jednocześnie zmienił się autor strojów pani Peel. Czarno-białe minispódniczki projektował John Bates, jednoczęściowe stroje zwane wtedy ‘Emmapeelers’ Alun Hughes.
Mąż Emmy Peel był pilotem, zaginął, a gdy się odnalazł, pani Peel porzuciła pracę. W rzeczywistości Diana Rigg odeszła, aby zagrać w filmie W tajnej służbie Jej Królewskiej Mości, a partnerką Steeda została Tara King grana przez Lindę Thorson.
W filmie fabularnym z 1998 w roli Peel wystąpiła Uma Thurman.